# Kirchensur
Das Kirchdorf Kirchensur ist  ein Gemeindeteil der Gemeinde Amerang im oberbayerischen Landkreis Rosenheim und eine Gemarkung.

## Geografie
Kirchensur liegt im Chiemgau im deutschen Alpenvorland und an der Westseite einer Endmoräne des Inn-Gletschers, die sich in Nord-Süd-Richtung in etwa von der Gemeinde Unterreit bis Bad Endorf und zum Simssee erstreckt.
Kirchensur liegt etwa sechs Kilometer nordöstlich von Amerang, sieben Kilometer nordwestlich von Obing, achteinhalb Kilometer östlich von Wasserburg am Inn und vier Kilometer südwestlich von Schnaitsee.
Kirchensur wird vom namensgebenden Surerbach durchflossen, der kurz nach dem Ort zusammen mit dem Surbrunner Bach den Fluss Murn bildet.
Außerdem verläuft die B 304 durch Kirchensur, eine Ortsumfahrung ist nicht geplant.

## Geschichte
Der Name des Dorfes bedeutet „Kirche an der Sur“. Das Wort „Sur“ bezeichnet in diesem Kontext „saures Wasser“ und bezieht sich auf den Dorfbach.
Bis in das frühe 19. Jahrhundert wurde das Dorf in Karten als „Kirchsur“ oder „Kirchsuhr“ bezeichnet, so auch bereits im Mercator-Atlas von 1595. Im Topographischen Atlas vom Königreiche Baiern von 1825 findet sich erstmals ein Nachweis der heutigen Schreibweise.
In der Antike führte eine Römerstraße durch die heutigen Orte Waging, Otting, Stein, Obing, Kirchensur und Stephanskirchen, die dann bei Straß (Eiselfing) in eine weitere Straße bog und schließlich über den Inn führte.

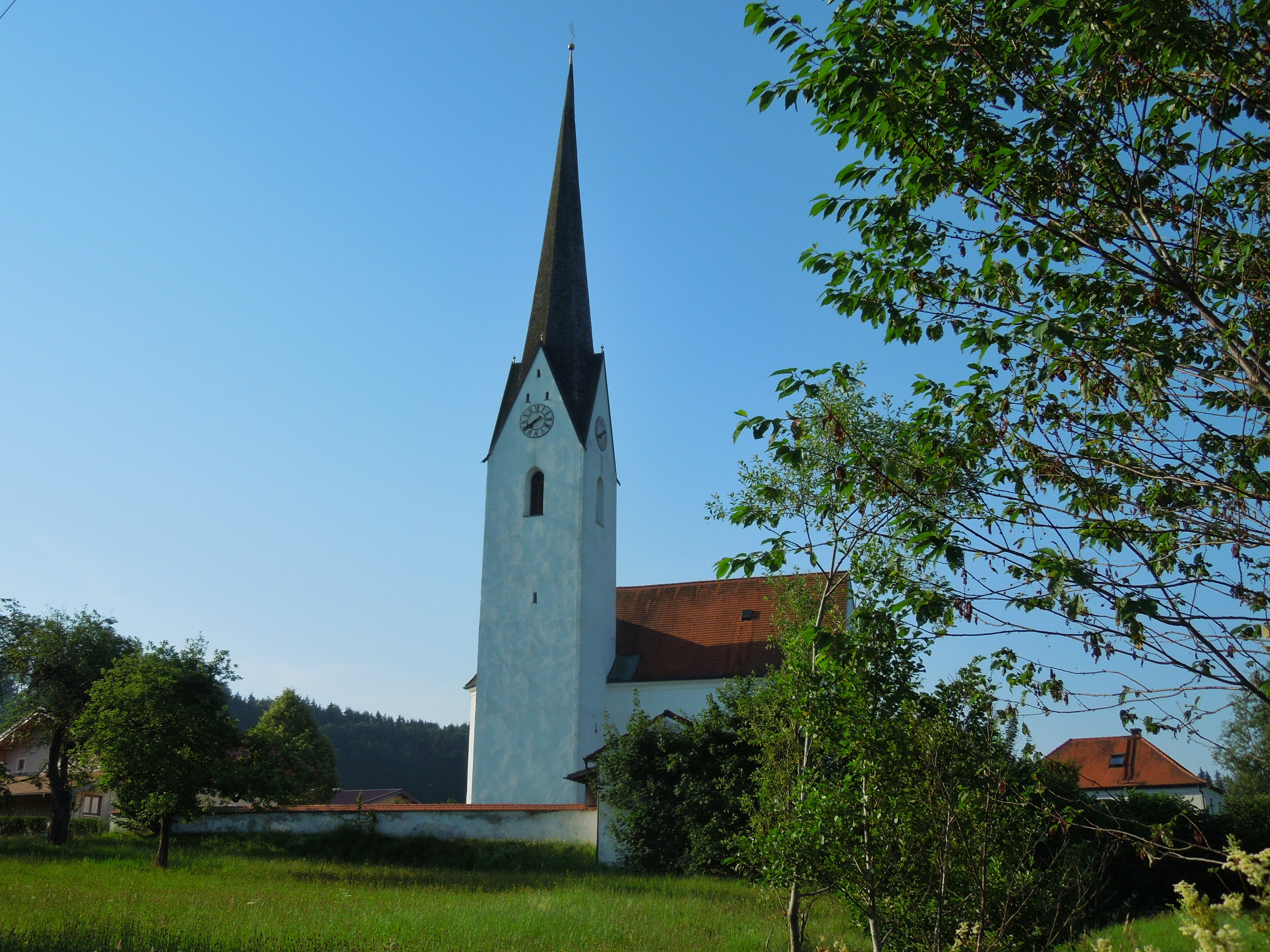
St. Bartholomäus in Kirchensur

Kirchensur wurde erstmals um 970 in einer Schenkung der Grafen von Ebersberg als „Sur“ namentlich erwähnt, um 1020 kommt auch der Name „Bruno de Sura“ vor.
Die Bauzeit der Kirche (St. Bartholomäus) ist nicht bestätigt, wahrscheinlich stand sie aber schon vor Anfang des 11. Jahrhunderts. 1558 wurde sie als „sehr baufällig“ beschrieben.

Mitte des 16. Jahrhunderts, zur Zeit des Heiligen Römischen Reichs, gab es in Kirchensur einen Posten für Postreiter zwischen München und Salzburg. Im Juni 1598, als Leonhard I. von Taxis bereits Generaloberstpostmeister der Kaiserlichen Reichspost war, wurde aber die Aufhebung des Postens beschlossen, da zwischen Wasserburg und Salzburg von da an Fußboten genutzt wurden.

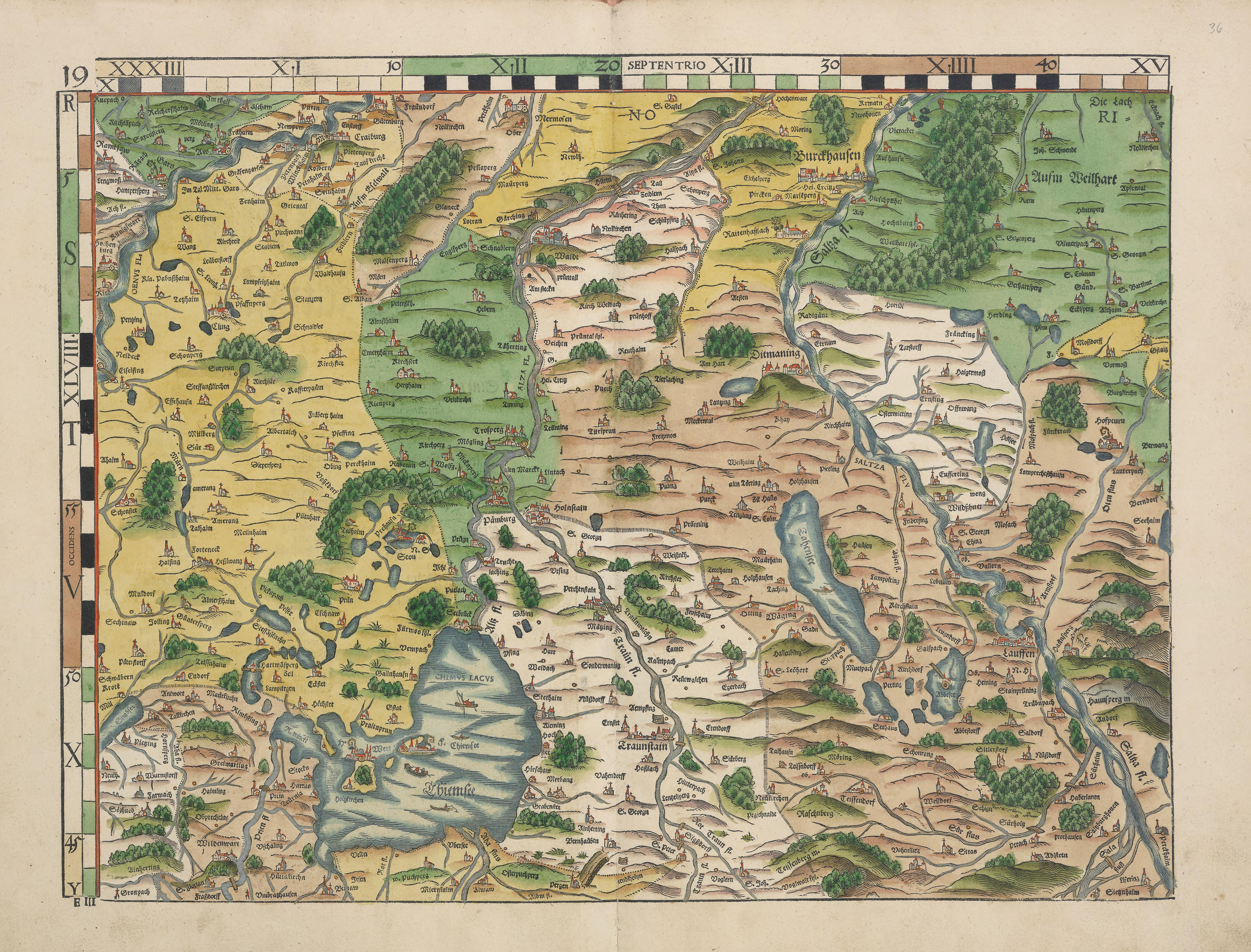
Kirchensur als Kirchsur (Abschnitt XI, T) auf Phillipp Apians Bairischen Landtafeln (Tafel 19 aus dem Jahr 1568)

Ab dem 13. Jahrhundert war Kirchensur Obmannschaft und gehörte verwaltungsmäßig zum Pfleggericht Kling und zum Schergenamt Eiselfing. Von 1818 (Gemeindeedikt unter König Maximilian I.) bis 1970 (Anschluss an Amerang durch einen Bürgerentscheid) bildete es eine eigene Gemeinde. 1901 umfasste diese Gemeinde Kirchensur 656 Hektar, 1924 wurden die Grenzen verändert.
Der Topograf und Kartograf Adrian von Riedl erwähnt in seinem 1796 erschienenen Reise Atlas von Bajern Kirchensur sowie einige umliegende Ortschaften. Er beschreibt das Dorf selbst als einen Ort von „9 Häuser[n], mit einer Nebenkirche“.

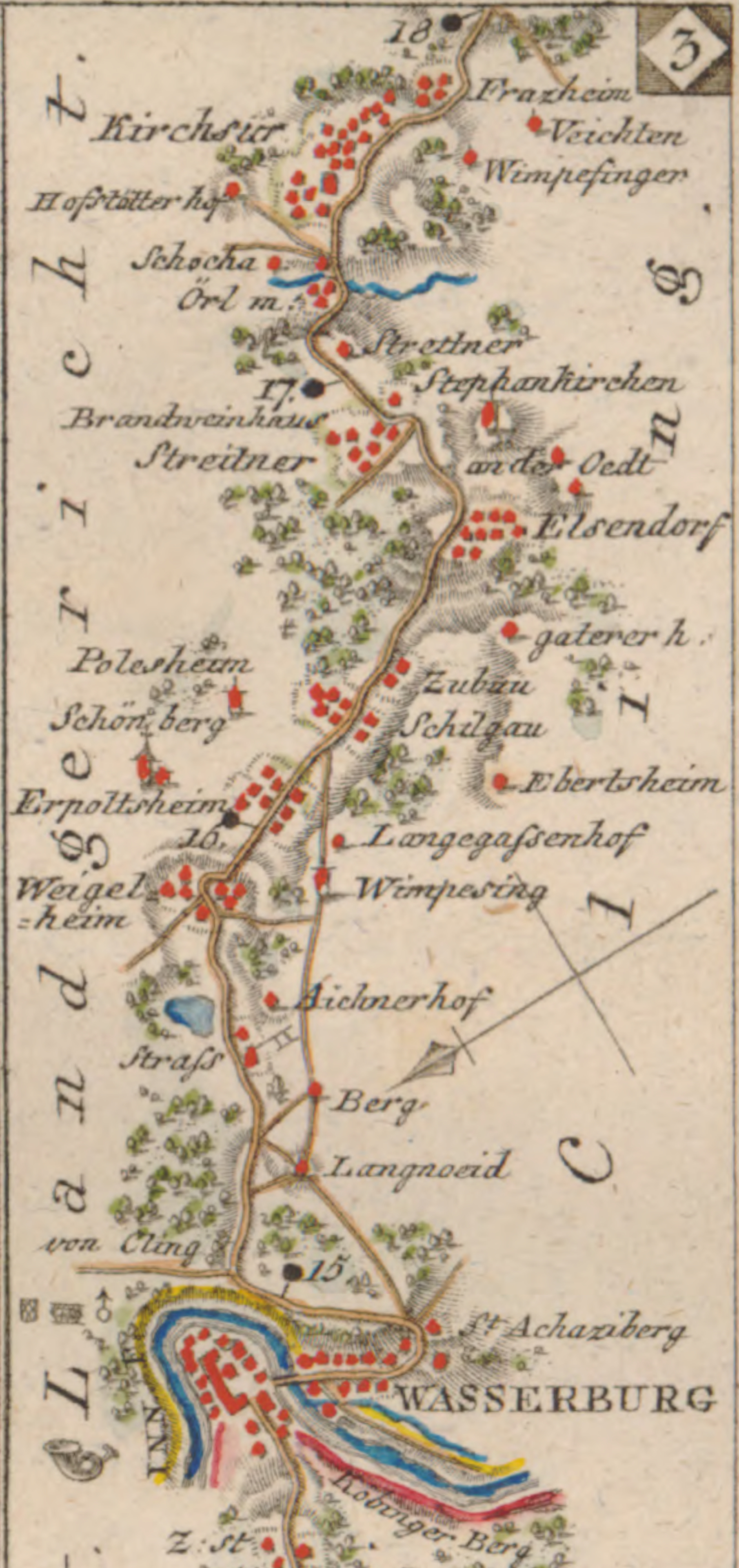
Auszug aus dem Reise Atlas von Bajern von 1796. Kirchensur steht in der nach Osten ausgerichteten Karte ganz oben, daneben die Orte Schachen, Hofstetter (heute Hofstätt), Wimpasinger, Veichten (heute Feichten) und vmtl. Froithub. Die nummerierten Punkte (15–18) stehen für die Reisestunden nach München.

35 Jahre später, im Jahr 1831, bestand Kirchensur aus 9 Häusern, der Filialkirche und dem Schulgebäude, sowie einem Wirtshaus und einer Germ- (bairisch für Hefe) und Essigsiederei.
1876, zur Zeit des Deutschen Kaiserreichs, hatte die Gemeinde Kirchensur 245 Einwohner. In diesem Jahr wurde ein eigenes Schulhaus errichtet, wo Unterricht bis zur Eingliederung in die Eiselfinger Verbandschule 1969 stattfand.
Anfang des Ersten Weltkrieges standen in dem Dorf etwa 15 Gebäude, heute (Stand: 2010) sind es bereits 41 Gebäude mit eigenen Hausnummern.
Im Ersten Weltkrieg fielen 14 Bürger aus Kirchensur, nach dem Zweiten Weltkrieg fehlten weitere 19 Männer, gefallen oder vermisst. Durch die Unterbringung zahlreicher Flüchtlingsfamilien stieg die Einwohnerzahl der Gemeinde nach dem Krieg auf über 300 an, sank aber nach der Abwanderung dieser wieder.
Bis heute gibt es in Kirchensur eine eigene Freiwillige Feuerwehr und einen Schützenverein.

## Trivia
- Im Jahr 1859 erregte eine Gerichtsverhandlung gegen eine in Kirchensur tätige Köchin über die Landesgrenzen hinweg Aufsehen. Diese wurde des Giftmordes an der Frau des Wirtes – mit dem sie wohl ein Verhältnis hatte – beschuldigt, dann aber vom königlichen Schwurgericht freigesprochen.[17][18]
- Für das 1876 errichtete Schulhaus wurden insgesamt 10.368 Mark und 57 Pfennig (85 % für das Hauptgebäude, 15 % für das Nebengebäude) veranschlagt.[12]
- Im Juni 1876 wurden Kirchensur sowie die umliegenden Orte Frabertsham und Durrhausen von einem starken Unwetter heimgesucht, bei dem die komplette Saat des Jahres vernichtet wurde.[19]
- Bei einer bayerischen Viehzählung im Jahr 1878 wurden in Kirchensur 36 Viehhaltungen gelistet. Insgesamt gab es in der Gemeinde 33 Pferde, 343 Rinder (darunter 190 Kühe), 185 Schafe, 38 Schweine, zwei Ziegen und 56 Bienenstöcke.[20]

- 2017 errichtete der Telefonica-Konzern zwischen Kirchensur und Frabertsham (Gemeinde Obing) einen etwa 40 Meter hohen Mobilfunkmasten.[21]